# 再生医療EMAT
再生医療EMAT（Electro-Magnetic Apical Treatment）とは、根尖病変に対し電磁波を照射することにより、殺菌及び骨芽細胞を活性化させ、歯槽骨の再生を促進させる治療法である。
従来、根尖病変に対しては、根管内を機械的、化学的に清掃して、根尖部の密封を図る感染根管治療や外科的歯内療法など歯内療法学が治療法として行われている。
しかし、従来の治療を施行したにもかかわらず、症状の改善を示さない、いわゆる難治性症例がある。その原因として、上記の治療では除去できない細菌が根管系に残留することや、それらの細菌の集まり（バイオフィルム）が、根尖外に存在することが知られている。その結果、根尖部周辺の歯槽骨が大きく吸収されていくことになる。
そのような症例に対し、電磁波のもつ殺菌作用ならびに骨芽細胞活性作用により、歯根周囲組織の治癒を促進することで早期に病変を縮小させる「再生医療EMATは有用である。
治療時間は30分程度という短時間で終了し、術後は温熱感が数時間残る程度で、疼痛等の不快症状もほとんど認められていない。その後、約1週間程度で歯の動揺も減少し、約3ヶ月程で吸収された歯槽骨の改善が認められる。
再生療法EMATは、2005年7月、医療法人とみなが歯科医院理事長 富永敏彦によって考案された。2016年現在、一般社団法人国際電磁歯科学研究会（ISEM）を中心として「北海道大学」「徳島大学」「香川高等専門学校」「徳島文理大学」「大阪大学」「新潟大学」にて研究が進められている。
また2011年には、歯科の他分野への応用も行われている。その一つとして挙げられるのがEMPR（Electro-Magnetic Periodontal Regeneration）である。歯肉、セメント質、歯根膜および歯槽骨より構成される歯周組織に対し電磁波を照射することにより、患部への殺菌と障害を受けた歯周組織の再生を促すことを目的としている。現在、EMPRは国際電磁歯科学研究会と北海道大学で共同研究がすすめられている。

## 取材・雑誌掲載
1. 「電磁波を使って患部の殺菌と歯槽骨の細胞を活性し再生！天然歯を残す新治療EMAT」 はつらつ元気2012年7月号（2012年6月2日発行） 芸文社
2. 「天然歯を残す新しい治療法－電磁波骨再生療法（ 再生医療EMAT ）－」 季刊・歯科医療 秋号（2011年11月発行） 第一歯科出版
3. 「天然歯を残す新しい治療法－電磁波骨再生療法（ 再生医療EMAT ）－」 季刊・歯科医療 夏号（2011年7月発行） 第一歯科出版
4. 「天然歯を残す新しい治療法－電磁波骨再生療法（ 再生医療EMAT ）－」 季刊・歯科医療 春号（2011年4月発行） 第一歯科出版
5. 「EMAT 電磁波骨再生療法」 アポロニア21 205号（2011年1月発行） 日本歯科新聞社
6. 「EMAT 電磁波骨再生療法」 アポロニア21 204号（2010年12月発行） 日本歯科新聞社
7. 「EMAT 電磁波骨再生療法」 アポロニア21 203号（2010年11月発行） 日本歯科新聞社
8. 「歯を抜かずに治す新しい治療法 再生医療EMAT（非抜歯骨再生療法）」 （2009年9月初版発行）富永敏彦著
9. 「再生医療EMAT（電磁波骨再生療法）」 NHK WORLD（2009年8月4日放送） NHK WORLD
10. 「進行虫歯 電磁波で治療 骨再生し抜歯回避」 徳島新聞（2009年4月12日発行） 徳島新聞社
11. 「根管治療の成功率9割」 徳島新聞（2012年5月26日発行） 徳島新聞社